# Frédéric Acquaviva
Pour les articles homonymes, voir Acquaviva.
Frédéric Acquaviva, né  le 20 janvier 1967, est un compositeur autodidacte de musiques expérimentales et artiste sonore depuis 1990, vivant entre Paris, Londres et Berlin[réf. nécessaire].

## Biographie
Créateur d'installations « chrono-polyphoniques », il travaille sur la notion d'oxymore, à l'intersection de l'instrumental et de l'électronique, avec une attention particulière sur les possibilités musicales de la voix et de l'ordinateur. Il intègre aussi parfois des vidéos-textes projetés, mélangeant une approche conceptuelle et corporelle. Ses pièces musicales sont des objets dont la forme est pensée, loin de l'improvisation ; de la composition jusqu'à la conception de l'objet - disque ou autre - censé la représenter.
Prolifique sur la scène underground et expérimentale, il a collaboré avec des personnalités de l'avant-garde, notamment Isidore Isou, Marcel Hanoun, Pierre Guyotat, Dorothy Iannone, ORLAN, Bernard Heidsieck, Maurice Lemaître et Henri Chopin,. Il a aussi travaillé avec les poètes-artistes Jean-Luc Parant, Joël Hubaut, Jacques Lizène, le lettriste Broutin, le poète cinéaste F. J. Ossang, la chorégraphe Maria Faustino, Maîtresse Cindy, la chanteuse Joan La Barbara; les violoncellistes Frances-Marie Uitti, Anton Lukoszewieze, la violoniste Chihiro Ono, les trombonistes Vinko Globokar et Thierry Madiot, les pianistes Marc-André Hamelin, Mark Knoop et Yoko Yamada, la harpiste Helen Sharp, la contrebassiste Joëlle Léandre, les flûtistes Carin Levine et Eugénie Kuffler et surtout avec la mezzo-soprano Loré Lixenberg.
Sa musique a été entendue dans des salles de concert et des galeries telles que le Palais de Tokyo, La Topographie de l'Art et le Centre Pompidou à Paris, le Stravinsky Hall au Festival Donaueschinger Musiktage, le Moderna Museet Stockholm, le musée Weserburg à Brême, le Turbine Hall de la Tate Modern à Londres, Le Huddersfield Festival (Huddersfield, Royaume-Uni), La Fenice à Venise, Fylkingen à Stockholm, Pauline Oliveros Deep Listening Institute et Phill Niblock Experimental Intermedia à New York, Galerie Lara Vincy et Satellite à Paris, Galerie White Box à New York, Le Lieu, Québec, CMMAS à Morelia, Conservatoire Superieur de Musique et CEIIDA à Monterrey, Festival Spor à Aarhus, Festival Futura à Crest, Festival Licences Brûlures des langues à Paris, ZKM à Karlsruhe, XP à Pékin, Hamburger Bahnhof et Berghain am Kantine à Berlin, Palais Bertalazzone à Turin. 
Il a également créé des œuvres pour des radios du monde entier : France Culture, Radio Libertaire, BBC-Radio3, Resonance FM, WGXC Radio New York, SWR2, Deutschlandfunk Kultur, RadioWebMacba, Radio-Canada.
En 1998, il a reçu une commande musicale du ministère de la Culture français ainsi que des productions en 1999 et 2018 pour les Ateliers de création radiophonique de France Culture et la BBC-Radio3 ainsi que de Motus / Palais de Tokyo en 2009. Il a obtenu des résidences de composition à la Fondation Emily Harvey à Venise en 2009, 2011 et 2016, ainsi que dans les studios EMS de Mats Lindström à Stockholm (2015 et 2019) et au CEIDDA à Monterrey (Mexique) en 2023.
À Berlin en 2014, il fonde avec Loré Lixenberg un lieu d'art et de musique expérimentale, La Plaque Tournante, basé sur les AcquAvivArchives : un fonds d'archives constitué de documents et d'œuvres d'avant-garde de Frédéric Acquaviva et des artistes qu'il a côtoyés. 
Le 13 janvier 2022, Klangkunst diffuse Seminal (commande de Deutschlandfunk Kultur), pièce pour speakerine, quatuor vocal, grand orchestre et dead electronics, qui sera sélectionné Hors Compétition aux Phonurgia Nova Awards en 2022.
En 2023, il obtient une résidence de composition au CEIDDA, Monterrey (Mexique) pour deux mois, où il donne une dizaine de concerts et conférences, une exposition personnelle et la création de sa musique "Seminal".
Ses disques et tirages limités sont acquis par la Beinecke Library (Yale University, New Haven), USA.

## Œuvre musicale
- Œuvre (1990) pour pédale de piano
- Sens Unique (s) (1994–1995), hörspiel pour voix, 4 violons, 4 guitares électriques et échantillonneur
- Coma (1991-1992 / rev. 1995-1996), texte Pierre Guyotat, pour voix, ordinateur et 16 guitares électriques[7]
- K. Requiem (1993-1999), texte FJ Ossang, pour voix, électronique et ensemble
- Tri (2000), installation sonore chrono-polyphonique
- Oreilles Vides (2000), pour voix d'ordinateur
- Et .. et... et (1999 / rev. 2003), pour voix, électronique et ensembles
- L'Infra Cantate (1998 / rev. 2004), pour voix, accordéon, violon et électronique
- X, 4, 3 (2006), pour 3 corps sonores BDSM et électronique
- Musique Acataleptique (2007), texte Jean-Luc Parant, pour voix, pluie et électronique
- Exercice Spirituel (2007), pour tout son
- 4 Etudes Animales (2008), pour siège de toilette et chien
- Musique Elastique (2009), pour élastique et pour Joël Hubaut
- Ledisque (2009), pour voix
- Edisquel (2009), pour clavecin
- Disquele (2009), pour électronique
- Isqueled (2009), pour voix et clavecin
- Squeledi (2009), pour voix et électronique
- Queledisc (2009), pour clavecin et électronique
- Uelediscq (2009), pour voix, clavecin et électronique
- Eledisq (2009-2010), pour voix, clavecin et électronique
- Le Disque (2009-2010), pour voix, clavecin, électronique et écrans
- {...} (2010), pour ensemble d'ensembles en extension et streaming en direct
- Musiques Convergentes (2000-2017), cycle transmedia
- Musique Pédagogique (2011), pour et contre tout public
- Aatie-Fragment (2010-2011), pour mezzo-soprano, ensemble variable et vidéo
- Aatie (2010-2011), pour mezzo-soprano, ensemble variable et vidéo
- Musique Démotique (2011), pour un émetteur mobile
- Musique Hiératique (2011), pour un émetteur mobile
- Musique Cabalistique (2012), pour un récepteur fixe
- Loré Ipsum (2011–2012), pour mezzo-soprano(s) et dead electronics
- Musique Antiparaskevidekatriaphobique et Antitriskaidekaphobique (2013), pour une date précise
- Musique Athlétique (2014), pour 2 danseurs de break et sources sonores mobiles
- Self-Portrait Music (2015), pour tout instrument
- Musique Algorithmique (2015), pour démonstrateur publicitaire
- Paradoxical Sleep Music (2015), pour voix et vidéo
- Kiss Music (2015), pour 2 voix
- Du Singe au Porc (2015), pour 258 sources sonores françaises et voix
- Ape to Pig (2015-2017), pour 258 sources sonores françaises, voix et vidéo-texte
- Musique Thérapeutique (2016), pour curateur et public malade
- The 120 Day of Musica (2015-2017), pour instrumentation variable
- mess (2016), pour voix
- MESS (2015-2017), pour mezzo, bouches, peaux, buchla et vidéo-texte
- £pØ@n®diØ$n (2018), concerto pour ville et voix
- deadline (2019), pour voix et pour Jean-François Bory
- Antipodes (2019), opéra pour voix, dead electronics et vidéo (texte et voix de Joël Hubaut)
- Seminal (2020-2021), pour speakerine (ORLAN), quatuor vocal, orchestre de 124 instruments et dead electronics
- Musique Posthume (2021), pour voix et dispositif
- No Soy Un Robot (2023), pour haute contre, perroquets, voix diverses et dead electronics
- Musique Hyperosmique (2023), pour dispositif
- Demoliciones / Mariachi (2023), 4 chansons pour 7 mariachis

## Expositions Personnelles
- 2024 : Demoliciones / Mariachi, Galerie Satellite, Paris (FR)
- 2023 : Demoliciones / Mariachi et autres oeuvres d'art sonores, CEIIDA, Monterrey (MX)
- 2022 : Pandemic Music, Artefact, Birmingham (UK)
- 2022 : Seminal (et autres oeuvres créées entre alpha et omicron), Galerie Satellite, Paris (FR)
- 2021 : L'Art sonore de Frédéric Acquaviva, Fotomat, Clermont-Ferrand (FR)
- 2020 : Musiques Murales 2 Galerie Satellite, Paris (FR)
- 2018 : Anti Boulez Biennale, Galerie Incognito, Paris (FR)
- 2018 : Rétrospective Éditions Acquaviva, Librairie-Galerie Lecointre et Drouet, Paris (FR)
- 2017 : Rétrospective Frédéric Acquaviva, Music & Multiples , Multiple Musics, La Plaque Tournante, Berlin (DE)
- 2016 : Musique Algorithmique, Espace Gantner, Bourogne (FR)
- 2009 : The Exciting Sound of Acquaviva, Galerie Lara Vincy + Archives, + Librairie Mazarine + Galerie Incognito, Paris (FR)
- 2000 : Oreilles Vides, Bar Tabac, rue de la Chaise, Paris (FR)

## Publications et commissariat d'expositions
En plus de sa propre œuvre musicale, publiée par Al Dante et Les Presses du réel, Frédéric Acquaviva a publié plus de 100 publications pour de nombreux artistes du lettrisme, du body-art, du bio-art, et dans l'art sonore en général (Casus Belli, Éditions AcquAvivA, £@B et B@£), et de nombreux ouvrages de référence pour différents éditeurs : monographies sur Isidore Isou(Éditions du Griffon), Maurice Lemaître (Editions de la Différence), Gil J Wolman (MACBA); catalogue raisonné des Revues Lettristes : Lettrist Corpus, Tome I (OEI#92-93), Lettrist Corpus, Tome II (The Ephemera), Editions Marval / Rue Visconti / YFB Productions...
Acquaviva monte également une cinquantaine d'expositions sur des artistes et poètes d'avant-garde dont Gil J Wolman et Isidore Isou, dans des musées tels que le Musée d'art contemporain de Barcelone (MACBA), Serralves, Porto et  Museo Reina Sofia, Madrid, Passage de Retz à Paris, C.I.P.M à Marseille ou encore sur Henri Chopin (De Montfort University, Leicester). Il est également à l'origine de la redécouverte de l'œuvre plastique de Maggy Mauritz, organisant sa première exposition personnelle à 80 ans, à la galerie Loeve&Co à Paris.

## Prix et distinctions
- 2022 : (historien) Sélectionné pour le Prix de la meilleure bibliographie SLAM, Grand Palais Éphémère, Paris
- 2022 : (compositeur) Phonurgia Nova (sélection Hors compétition) pour Seminal
- 2020 : (compositeur) Prix Karl Sczuka pour Antipodes
- 2019 : (historien) Prix du meilleur livre d'art contemporain du FILAF (Perpignan) pour son livre monographique sur Isidore Isou
- 2017 : (curator) Prix du Sénat de Berlin pour La Plaque Tournante
- 2017 : (historien) Bourse de recherches à Yale University
- 2012 : (historien) Bourse de recherches à Yale University[11]
- 1998 : (compositeur) Commande d'État pour K Requiem
- 1996 : (compositeur) Prix Beaumarchais pour Coma